# Дорога домой (мультфильм, 2021)
«Дорога домой» (англ. Back to the Outback) — полнометражный компьютерный комедийный анимационный фильм 2021 года режиссёров Клэра Найта и Гарри Криппса. Сценаристом выступает Грегори Лессанс при поддержке Криппса. Актёрский состав включает в себя Айлу Фишер, Тима Минчина, Эрика Бану, Миранду Тапселл, Ангуса Имри, Гая Пирса, Джеки Уивер и Кейт Урбан. Фильм был сделан компаниями Weed Road Pictures, Reel FX Creative Studios и Netflix Animation и выпущен на Netflix. Это был последний фильм, официально выпущенный студией Weed Road Pictures перед её закрытием.
Фильм имел лимитированный показ в кинотеатрах Австралии 3 декабря 2021 года и получил преимущественно позитивные отзывы критиков и зрителей.

## Сюжет
В Австралийском Национальном зоопарке, смотритель Чез Хант устраивает шоу, в котором демонстрирует животных. Мэдди — ядовитый тайпан, который впервые появляется на шоу в надежде полюбиться публике, но люди испугались его и прозвали «монстром». Мэдди утешает Джеки — заботливый гребнистый крокодил, которая рассказала ей и трём её лучшим друзьям — воронковому пауку Фрэнку, молоху Зои и пятнистому скорпиону Найджелу о месте с тремя горами, где обитают их родственники. Но, однажды Джеки увозят из зоопарка за то, что она пыталась спасти сына Чеза Чеззи, упавшего в воду (люди по ошибке посчитали, что она хотела съесть его). Расстроившись из-за потери и натерпевшись оскорблений, Мэдди предлагает своим друзьям сбежать и вернуться домой. Во время погони их замечает главный любимец зоопарка — коала по прозвищу Милашка, который пытался привлечь охрану и помешать им сбежать, но его парализует Найджел и Мэдди предлагает взять его с собой.
Пересекая мост Харбор-Бридж, они случайно встречают белую акулу Ясинту, которая является членом Секретного Сообщества Страшных (ССС), где животные, которых называют «монстрами» помогают друг другу, если сообщить пароль. Когда они достигают кольцевой набережной, Милашка подло бросает их и пытается найти помощь у людей. Но те думали, что он умер или подхватил бешенство и нападают на него. Он случайно возвращается к группе и спасается благодаря паролю и пришедшим на помощь чёрным вдовам. Они выбираются из канализации и Милашка замечает, что его место занял Квокка и стало понятно, что обратного пути нет.
Сбежав на фургоне мороженого, они встречают любовную пару жаб. Освободив их и уехав на автобусе с группой школьников, они направляются в Синие горы. Но их случайно настигает Чез вместе с Чеззи. Случайно попавшись в автобус, их неожиданно спасает коренная девочка, которая втайне выпускает их на волю. Сразу же после истерики Милашки о его разрушенной жизни, Чез их настигает и чуть не усыпил Мэдди. Коала неожиданно вызывает трех тасманийских дьяволов, которые дают смотрителю отпор. Чез еле-еле уходит и говорит сыну, что никакой он не герой, что он родом не из Австралии, а решил стать таким, вдохновившись от других охотников. Он сам распоряжается поймать группу и вернуть в парк, но Чеззи уже не уверен в себе.
Повстречав в путешествии летучих лисиц, навозных жуков, кабанов и даже утконоса, группа набралась очень много впечатлений. Во время ночлега Мэдди спела ту песню, которую пела её мать (её единственное воспоминание), чтобы усыпить друзей (пока она была в яйце, её случайно смело водой, попав в череду других злоключений, её находит Чез Хант и Мэдди вылупляется). Милашка говорит, что и у него родителей не было, поскольку его маму сбила машина. Они становятся хорошими друзьями. В дальнейшем развитии событий, они встречает дерево с коалами и Милашка снова бросает группу. Мэдди с улыбкой надеется, что он о них не забудет, но улыбка сразу же исчезает. Но перед друзьями она показывает себя, будто она вообще не хотела его видеть.
Вскоре они достигают гор и встречают местных обитателей. Но не успели они познакомиться, как пребывает Чез, нанявший группу байкеров и ловит Зои, Фрэнка и Найджела. Чеззи случайно пугается Мэдди, но замечает, что она тоже боится его. Но Чез неожиданно ловит и её и кладет в ящик. Чеззи пытается неприметно выбросить их ящики наружу, пока отец не видит, но ему удается освободить только Мэдди. Мэдди, заплакав, пытается позвать всех жителей гор на помощь, но получает отказ, поскольку они «никогда не покидали свой дом». Но появляется Милашка, который не мог жить с коалами. Он утешает несчастную змею и сам предлагает ей помощь. Они угоняют пожарную машину и догоняют Чеза и байкеров. С неожиданной помощью жителей гор и навозных жуков, им удается спасти Зои, Фрэнка и Найджела, но по происшествию, у машины отваливается лестница, и Чеззи повисает на краю обрыва. Мэдди, Чезу и остальным удается спасти его, и Чез замечает в них героев.
Группа направляется к горам и встречает Джеки, которая, как оказалось, была главой сообщества, которая сбежала и поручала остальным заботиться и следить за ними. Они вместе воссоединяются и возвращаются домой.

## Актёрский состав
- Айла Фишер — Мэдди, добрая, оптимистичная и чувствительная змея тайпан
- Тим Минчин — Милашка, популярный, но грубый коала, который вскоре меняется
- Миранда Тапселл — Зои, умная, уверенная в себе ящерица молох
- Гай Пирс — Фрэнк, влюбленный воронковый паук
- Ангус Имри — Найджел, робкий пятнистый скорпион
- Эрик Бана — Чез Хант, смотритель зоопарка, который считается героем своих произведений и главный антагонист фильма
- Джеки Уивер — Джеки, гребнистый крокодил, которая была почти что матерью для главных героев
- Рэйчел Хаус — Ясинта, дружелюбная акула